# Pardosa flammula
Pardosa flammula är en spindelart som beskrevs av Cândido Firmino de Mello-Leitão 1945. 
Pardosa flammula ingår i släktet Pardosa och familjen vargspindlar. Inga underarter finns listade i Catalogue of Life.